# Marcell Berki
Marcell Tibor Berki (* 14. Juni 2004) ist ein ungarischer Fußballspieler.

## Karriere

### Verein
Berki begann seine Karriere beim Videoton LKA. Im Februar 2011 wechselte er in die Jugend des Videoton FC. Zur Saison 2018/19 wechselte er nach Österreich in die Akademie des FC Red Bull Salzburg, in der er fortan sämtliche Altersstufen durchlief. Im Februar 2022 debütierte der Angreifer für das Farmteam der Salzburger, FC Liefering, in der 2. Liga, als er am 17. Spieltag der Saison 2021/22 gegen den SKN St. Pölten in der 74. Minute für Oumar Diakité eingewechselt wurde.
Im Juli 2022 erhielt er einen bis Juni 2026 laufenden Profivertrag bei Red Bull Salzburg. Den Sprung in den Profikader schaffte er aber nie, auch beim Farmteam Liefering konnte er sich nie durchsetzen; in eineinhalb Jahren absolvierte er 13 Zweitligapartien.
Zur Saison 2023/24 kehrte er daraufhin zu seinem Jugendklub Fehérvár FC zurück.

### Nationalmannschaft
Berki spielte 2019 für die ungarische U-16-Auswahl.